# Cepola haastii
 Cepola haastii és una espècie de peix de la família dels cepòlids i de l'ordre dels perciformes.

## Distribució geogràfica
És un endemisme de Nova Zelanda.